# Térrabas
Los térrabas son una comunidad etno-lingüística de la región costarricense de San Francisco de Térraba y otras localidades situadas en la Reserva Térraba-Boruca en el cantón de Buenos Aires, perteneciente a  la provincia de Puntarenas.Su idioma es el Español y Teribe 

## Vitalidad y distribución geográfica
Los térrabas en la actualidad conforman un grupo humano muy reducido, según el censo del 2000 son alrededor de 621 personas las que conforman esta población localizada en la reserva de Boruca-Térraba, en el Cantón de Buenos Aires, Costa Rica. Los térrabas son un grupo perteneciente a la etnia naso originalmente provenientes de la provincia de Bocas del Toro, Panamá. Durante la colonia, a esta etnia se le conoció con diversos nombres; entre ellos: texbi, terbi, térrebe, téjada, térraba. 
Esta población tiene parentesco con la población naso (teribe) de Panamá, por lo que se considera que sus territorios eran muy extensos. En Costa Rica, la población térraba es colindante con los borucas, por lo que comparten la misma situación de desestructuración social, debido a la presión por sus territorios y cultura. Las formas tradicionales de expresión cultural y de subsistencia quedaron en desuso debido a que solamente un 10 % del territorio les pertenece, sin embargo la comunidad térraba ha buscado apoyo con sus parientes panameños quienes conservan aún muchas de las tradiciones y han fomentado además del idioma y la cultura, las relaciones familiares, ya que algunos panameños se asentaran en Costa Rica.
Los térrabas fueron la población indígena que más sufrió las consecuencias de la colonización del Valle del Térraba. Durante las décadas de 1970 y 1980, este grupo experimentó una drástica reducción de su territorio, llegando a niveles considerados inaceptables. Como respuesta, en los años 80 surgieron varios movimientos en busca de reivindicación territorial. Esta situación llevó al gobierno a apropiarse de gran parte de esos terrenos con el propósito de devolverlos a la comunidad indígena, para que fueran redistribuidos entre sus miembros. 
Esta comunidad también se ha visto afectada por la colonización agrícola. Su territorio está habitado en gran medida por campesinos no indígenas, lo que ha provocado la asimilación de un modo de vida rural no autóctono. Actualmente, cultivan productos como maíz, frijoles, arroz, plátanos y cítricos, y poseen 9.355 hectáreas del territorio costarricense.

## Idioma
La lengua indígena de esta población proviene del naso o násò (término más acertado para referirse a la lengua común de térrabas y téribes). Esta lengua al igual que la gran parte de las lenguas indígenas de Costa Rica pertenece a la estirpe chibchense y forman parte del grupo moveré (guaimí), bocotá (guaimí sabanero), dorasque, chánguena, boruca, bribri y cabécar.
En la actualidad, la cantidad de hablantes de esta lengua es bastante reducida: aproximadamente solo el 0.7 % de la población térraba habla esta lengua.

## Fonética y ortografía de la lengua térraba
Según investigaciones fonemáticas se determina que la lengua térraba consta de veintidós consonantes, doce vocales y dos tonemas (esta lengua presenta la oposición tono bajo (/ ` /) y tono alto (/ ´ /).

### Sistema consonántico
El sistema consonántico de esta lengua indígena consta de veintidós consonantes, estas son: 
Oclusivas
- Sordas: (/p/) bilabial, (/t/) dental/alveolar, (/k/) velar
- Aspiradas sordas: (/tʰ/) dental/alveolar, (/kʰ/) velar
- Sonoras: (/b/) bilabial, (/d/) dental, (/g/) velar

Africadas
- Sordas: (/tʃ/) palatal
- Sonoras: (/Φ/) bilabial, (/s/) dental/alveolar, (/ʃ/) palatal, (/h/) laríngea

Fricativas
- Sonoras: (/z/) dental/alveolar, (/ʒ/) palatal

Aproximante lateral
- (/l/) dental/alveolar

Vibrante lateral
- (/ɺ/) dental/alveolar

Vibrante central
- (/ᶴ/) dental/alveolar

Nasales
- (/m/) bilabial, (/n/) dental/alveolar, (/ɲ/) palatal, (/ŋ/) velar

### Sistema vocálico
El sistema vocálico de la lengua térraba está constituido por doce vocales. Estas son:
Alta
- Tensa: (/i/) anterior no redondeada oral, (/ĩ/) anterior no redondeada nasal, (/u/) posterior redondeada oral, (/ũ/) posterior redondeada nasal.
- Floja: (/ɩ/) anterior no redondeada oral, (/ɷ/) posterior redondeada nasal

Media
- (/ɛ/) anterior no redondeada oral, (/falta/) anterior no redondeada nasal, (/ᴐ/) posterior redondeada oral, (/falta/) posterior redondeada nasal

Baja
- (/a/) central no redondeada oral, (/ã/) central no redondeada nasal

### Resumen del alfabeto
En el siguiente apartado se mostrará de forma similar al alfabeto castellano los grafemas del alfabeto propuesto para lo que sería la lengua térraba.
A a, Ā ā, B b, C c, C` c`, Ch ch, D d, E e, Ë ë, Ē ē, F f, G (Gu) g (gu), Hu hu, I i, Ī ī, J j, l, M m, N n, Ñ ñ, N,n, O o, Ӧ ӧ, Ọ ọ, P p, Qu qu, Qu` qu`, R r, r, S s, Sh sh, T t, T` t`, U u,  Ṵ ṵ, Y y, Z z, 

## Morfología derivativa de la lengua térraba
Los morfemas que se incluyen en la lengua térraba son de dos tipos: raíces y formativos léxicos. Las raíces constituyen los elementos nucleares de los temas y forman a su vez clases ilimitadas de elementos (familia de palabras). Los formativos léxicos se encuentra cuatro categorías: sufijados, prefijados, reemplazantes y reduplicativos, estos poseen un carácter de dependencia con la raíz, siempre se presentan en secuencia con ellas. Las formas a las que se encuentra unido un formativo léxico se le conoce como bases (siempre contendrán al menos una raíz).
Las bases que forman parte del formativo léxico pueden ser de tres tipos, en primera instancia podemos encontrar las bases atemáticas las cuales no funcionan por sí solas como temas. En segundo puesto encontramos las bases temáticas, estas a diferencia de la atemáticas si pueden funcionar independientemente como temas. Y por último se encuentran las bases fraseales, estas son polimorfemáticas y funcionan de manera independiente como construcciones sintácticas.  
En la lengua térraba los afijos flexivos son los encargados de indicar las relaciones, funciones o categorías gramaticales. Las palabras están formadas por un solo tema o en secuencia con afijos flexivos, estas siempre estarán precedidas por pausas. En síntesis se puede decir que los temas formados por dos o más morfemas se dividen en dos categorías: 

### Procesos de composición
Es un fenómeno poco frecuente y en la mayoría de los casos se presenta por la trascendencia o “fosilización” de algunas estructuras sintácticas determinadas. 
1. Sustantivos compuestos según el modelo de la frase nominal de posesión: La lengua térraba sigue el referente de poseedor-poseído. Este se vuelve predecible a partir de la construcción de cada uno de los elemento combinados.
Ejemplo: cóshto "almohada" (có-cabeza, shtó-sitio)
2. Sustantivos compuestos según la frase nominal atributiva: La frase atributiva presenta el orden de sustantivo-adjetivo.
Ejemplo: bopcuoó "bizco, miope, ciego" (bócuo-ojo, ó-malo)
3. Temas verbales compuestos según el modelo de la construcción absolutivo-verbo: El absolutivo en el térraba es el equivalente en castellano al complemento directo del verbo transitivo y al sujeto del verbo intansitivo. Este se introduce a la izquierda del verbo.
Ejemplo: nóyë "mamar" (nócuo-teta, yë-beber)
4. Temas adverbiales compuestos según el modelo de la construcción pospositiva: La construcción pospositiva sigue el orden de elemento nominal más posposición o relator.
Ejemplo: c`oshcó "en lo alto" (c`ocuo-firmamento)

### Procesos de derivación
Esta sección está constituida por una serie de sufijos derivativos. Entre los principales sufijos presentes en la lengua térraba se encuentran: cuo, pcuo, cua, huo, hua, qüeo, gro, gra, cro, rbo, so, bon, c`ö, do, c`uan, bro, ta, mo, zhua, yo, ria, b, frú, ten, te, re-ri, na, lë, rquë, rhuë, ihuë, r, quë, c`uë, shtë, të, né, sho. También los proceso de derivación cuentan con una serie de prefijos derivativos, estos son: fro-fra, c`ro-c`ra, c`uo-c`ua, c`ola-c`olo, jura, bo, so, po. Además de los anteriores existe derivación por formativo remplazante y reduplicación (completa de la base y de los ideófonos).
1. Sufijos derivativos [aclaración requerida]
2. Prefijos derivativos [aclaración requerida]
3. Formativo remplazante [aclaración requerida]
4. Reduplicación [aclaración requerida]
  1. Reduplicación completa de la base [aclaración requerida]
  2. Reduplicación de los ideófonos [aclaración requerida]

## Tradición espiritual
La destrucción cultural de los térrabas ocurrió tempranamente por el interés de los españoles y sus descendientes de controlar su territorio.
Manifestaciones propiamente teribes en la cultura térraba son muy reducidas. Se trata de un pueblo que fue obligado a migrar desde el territorio teribe en Panamá. Así, debieron adaptarse a una región desconocida y reinventar su cultura, tomando préstamos de sus vecinos los borucas (como la forma de techar con hoja de palma real).

## Estilo de vida
Poseen bosques escasos. Han debido adaptarse a la vivienda de madera aserrada y zinc.
No existen datos específicos sobre las formas productivas y aspectos de la economía. Situación similar a los indígenas de la región panameña.
El sistema político-administrativo entre los Teribes de Panamá, descansa en la figura del “rey”,  que es un cargo hereditario. Este sistema no se practicó en la tribu térraba, pero se han hecho esfuerzos para articular un sistema inspirado en el de los Teribes de Panamá.
- Datos: Q12221099